# Dina Lohan
Pour les personnes ayant le même patronyme, voir Lohan.
Dina Lohan, née le 15 septembre 1962 à New York, est une actrice et manager américaine. Elle est la mère de Lindsay Lohan.

## Biographie
Elle est née à New York. Sa mère Ann Sullivan et John. Sa mère est d'origine italienne et son père d'origine irlandaise.   
En 1985 elle se marie avec Michael Lohan. Ils ont quatre enfants Lindsay Lohan (1986), Michael, Jr. (1987), Ali Lohan (1993), et Dakota Lohan (1996).  
En 2008, elle est l'héroïne d'une émission de télé-réalité, "Living Lohan" aux côtés de ses filles sur la chaîne E!.
Elle a fait l'objet d'un examen médiatique et critiques qui prétendent qu'elle exploite ses filles Ali et Lindsay Lohan pour leur renommée personnelle.

## Filmographie
| Année | Titre                                  | Rôle      | Notes                 |
| ----- | -------------------------------------- | --------- | --------------------- |
| 2005  | E! True Hollywood Story: Lindsay Lohan | Elle-même |                       |
| 2008  | Living Lohan                           | Elle-même |                       |
| 2014  | Lindsay                                | Elle-même | (Saison 1, Épisode 1) |